# Szalwa Gedewaniszwili
Szalwa Gedewaniszwili (gruz. შალვა მიხეილის ძე გედევანიშვილი; ur. 23 lutego 1897, zm. 21 stycznia 1990) – radziecki aktor oraz reżyser filmów animowanych. Zasłużony Działacz Sztuk Gruzińskiej SRR (1967).

## Wybrana filmografia
- 1970: Osiołek i wilk